# Municipio de Grassy Fork
El municipio de Grassy Fork (en inglés, Grassy Fork Township) es un municipio del condado de Jackson, Indiana, Estados Unidos. Tiene una población estimada, a mediados de 2022, de 679 habitantes.

## Geografía
Está ubicado en las coordenadas 38°47′28″N 85°58′55″O / 38.79111, -85.98194. Según la Oficina del Censo de los Estados Unidos, tiene una superficie total de 103.0 km², de los cuales 102.8 km² corresponden a tierra firme y ) 0.2 km² están cubiertos de agua.

## Demografía
Según el censo de 2020, en ese momento había 697 personas residiendo en la zona. La densidad de población era de 6.8 hab./km². El 96.0 % de los habitantes eran blancos, el 0.4 % eran asiáticos, el 0.6 % eran de otras razas y el 3.0 % eran de una mezcla de razas. Del total de la población, el 1.29 % eran hispanos o latinos de cualquier raza.